# Usk (Washington)
Usk é uma comunidade não incorporada do Condado de Pend Oreille no estado americano de Washington. Usk está localizada ao longo do rio Pend Oreille. A comunidade tem uma estação de correios com CEP 99180.
A localidade de Usk foi nomeada por volta dos anos de 1890 com o nome do rio Usk, localizado no País de Gales, Europa.